# Campionati europei di ciclismo su strada 2021 - Cronometro femminile Under-23
La cronometro femminile Under-23 dei Campionati europei di ciclismo su strada 2021, venticinquesima edizione della prova, si disputò il 9 settembre 2021 su un percorso di 22,4 km con partenza ed arrivo a Trento, in Italia. La medaglia d'oro fu appannaggio dell'italiana Vittoria Guazzini, la quale completò il percorso con il tempo di 29'02", alla media di 46,29 km/h; l'argento andò alla tedesca Hannah Ludwig e il bronzo all'altra italiana Elena Pirrone.
Sul traguardo 28 cicliste, su altrettante partenti, portarono a termine la competizione.

## Ordine d'arrivo (Top 10)
| Pos. | Corridore           | Squadra     | Tempo   |
| ---- | ------------------- | ----------- | ------- |
| 1    | Vittoria Guazzini   | Italia      | 29'02"  |
| 2    | Hannah Ludwig       | Germania    | a 39"   |
| 3    | Elena Pirrone       | Italia      | a 46"   |
| 4    | Marta Jaskulska     | Polonia     | a 51"   |
| 5    | Wilma Olausson      | Svezia      | a 54"   |
| 6    | Marie Le Net        | Francia     | s.t.    |
| 7    | Shari Bossuyt       | Belgio      | a 58"   |
| 8    | Shirin van Anrooij  | Paesi Bassi | a 1'13" |
| 9    | Julie De Wilde      | Belgio      | a 1'14" |
| 10   | Marija Novolodskaja | Russia      | a 1'15" |